# Greven av Saint-Germain

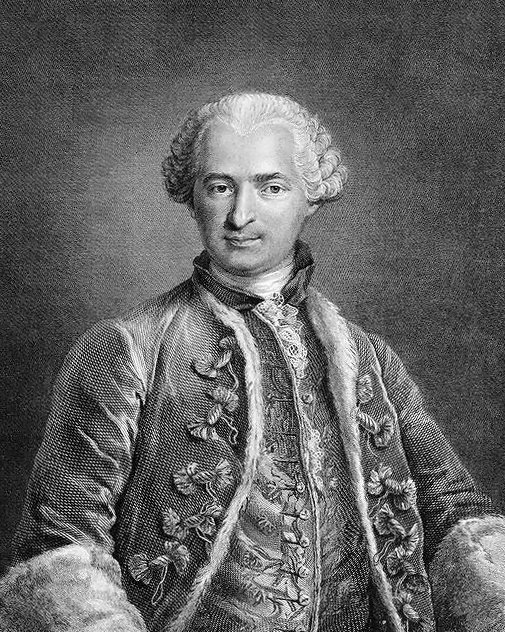
Greven av Saint-Germain

Saint-Germain, okänt födelseår, död 1784 i Eckernförde (Schleswig), var en fransk äventyrare av okänd härkomst.
Han utgav sig som greve de Saint-Germain (han kallade sig även Aymar och markis de Betmar) och lyckades tack vare sitt utseende, sina talanger - han talade sex språk, var kompositör, violinist och framför allt alkemist - och sin hänsynslöshet vinna ett visst inflytande vid hovet i Versailles. Han uppträdde där omkring 1748 som mystiker och spåman, lät påskina sin höga ålder - somliga inbillades till och med, att han varit samtida till Jesus - och blev förtrogen med Ludvig XV och madame de Pompadour. På grund av ingående kännedom om personliga förhållanden vid olika hov lyckades han vinna insteg i de främsta kretsar Europa runt. Han mottogs sålunda med utmärkelse i England, Ryssland samt flera tyska och italienska stater. År 1760 föranledde hans intriger mot Choiseul hans utvisning från Frankrike. Han anses ha haft stor andel i revolutionen i Ryssland (1762), då Peter III mördades, slog sig efteråt ned i Tyskland, inom vars dåtida frimureri han spelade ganska stor roll, blev sedermera synnerligen förtrolig vän med markgreven Karl Alexander av Ansbach och lantgreven Karl av Hessen, vid vars hov han dog och vilken lät bränna hans efterlämnade papper. Saint-Germain uppges ha varit portugisisk jude och lärare till den beryktade Cagliostro.